# Iptar-Sin
Iptar-Sin (akad. Iptar-Sîn, w transliteracji z pisma klinowego zapisywane mip-tar-d30) – jeden z wczesnych, słabo znanych królów Asyrii (1 połowa XVII w. p.n.e.), piąty władca z dynastii założonej przez Adasiego, syn i następca Szarma-Adada I. Zgodnie z Asyryjską listą królów panować miał przez 12 lat. Wymienia go również Synchronistyczna lista królów, która jako współczesnego mu władcę Babilonii podaje króla mGÍŠ-EN (odczyt imienia niepewny) z I dynastii z Kraju Nadmorskiego. Jak dotychczas nie odnaleziono żadnych inskrypcji królewskich należących do Iptar-Sina.